# Nicola Mingazzini
Nicola Mingazzini (ur. 13 sierpnia 1980 w Faenzy) – włoski piłkarz występujący na pozycji pomocnika.
W Serie A rozegrał 78 spotkań i zdobył 2 bramki.